# برجستر يسر
جوتهلف برجشتريسر (بالألمانية: Gotthelf Bergsträßer) (1303 - 1352 هـ / 1886 - 1933 م) هو مستشرق ألماني، مسيحي بروتستنتي (لوثري)؛ برز في نحو العبرية واللغات السامية بعامّة، وعني بدراسة اللهجات العربية، وبقراأت القرآن.
حاضر في جامعة القاهرة وقد جمع الدكتور محمد حمدي البكري محاضراته في كتاب أسماه أصول نقد النصوص ونشر الكتب .